# 白猪の滝
白猪の滝（しらいのたき）は、愛媛県東温市河之内、一級河川・重信川の上流ある表川白猪越の渓にかかる滝で、皿ヶ嶺連峰県立自然公園の中にある。四国八十八景61番に「厳寒の氷像アート」として選定。

## 概要
標高約595ｍまで遊歩道があり、標高約642mから流れ落ちる落差96mの滝を臨める。特に、厳冬期にタイミングが良ければ、氷瀑した神秘的な氷の芸術を容易に見ることが出来る。
白猪の滝まつりが、毎年11月3日（文化の日）に開催される。
当滝下の入口に簡素な覆い屋根のある「壱番紀伊国那智山如意輪観音」の舟型の石仏が祀られ、その右に句碑がある。それは、明治24年8月正岡子規が訪れ「追ひつめ多鶺鴒見えず渓の景」と呼んだ句と明治28年11月3日夏目漱石が訪れ「雲来り雲去る瀑の紅葉可奈」と詠んだ句が同じ石に刻まれている。

## ギャラリー

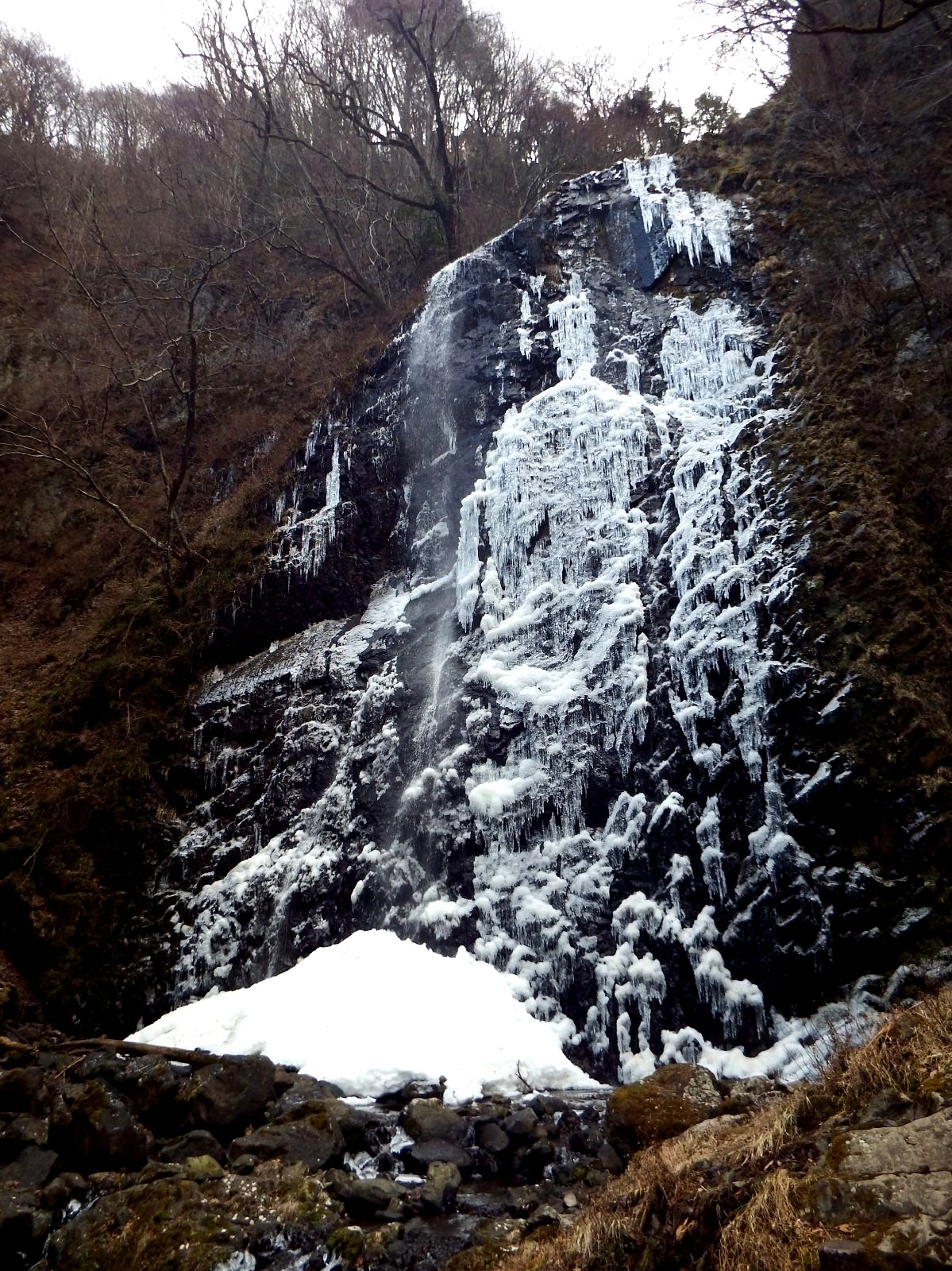
氷結した滝
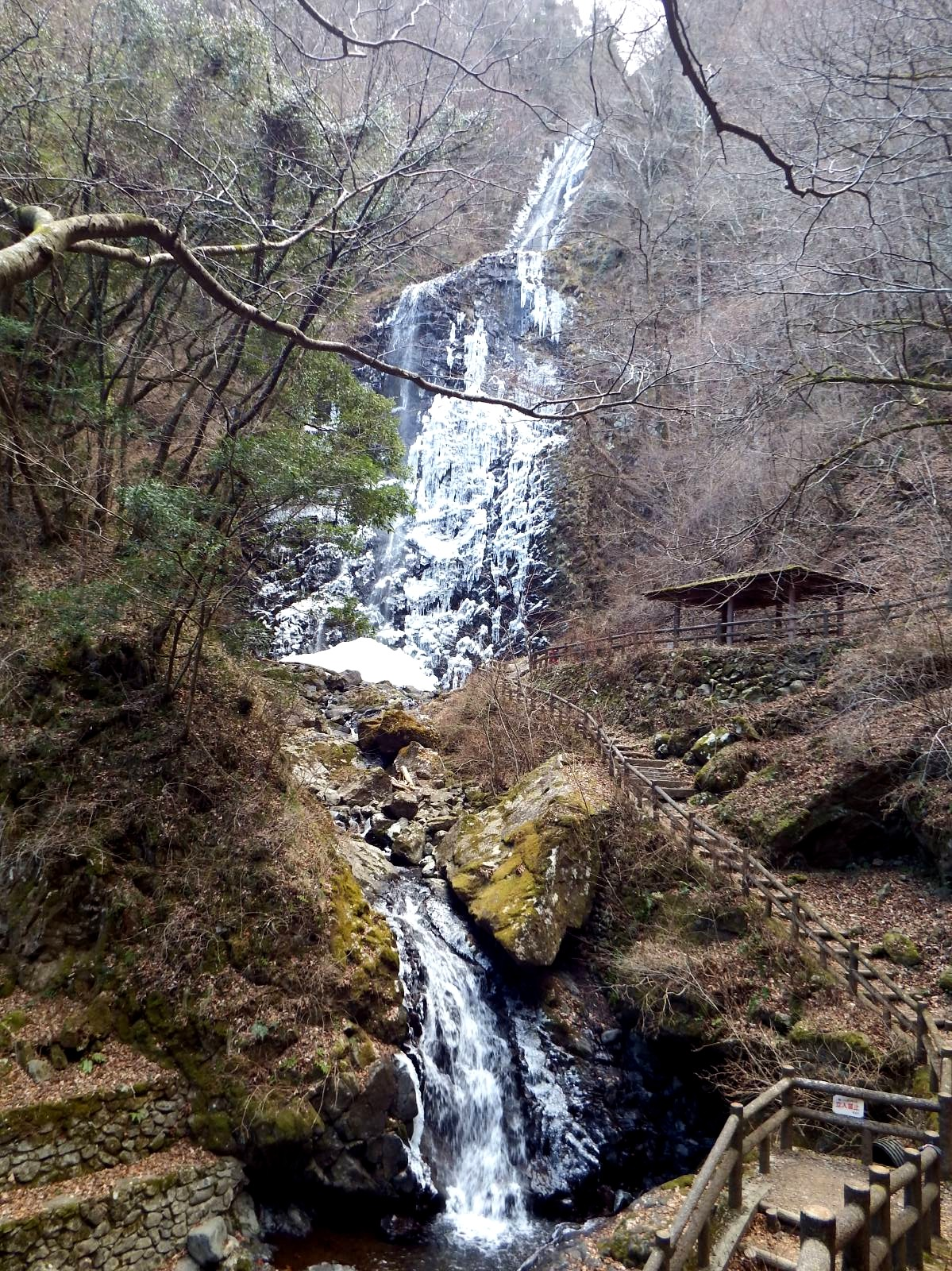
全景
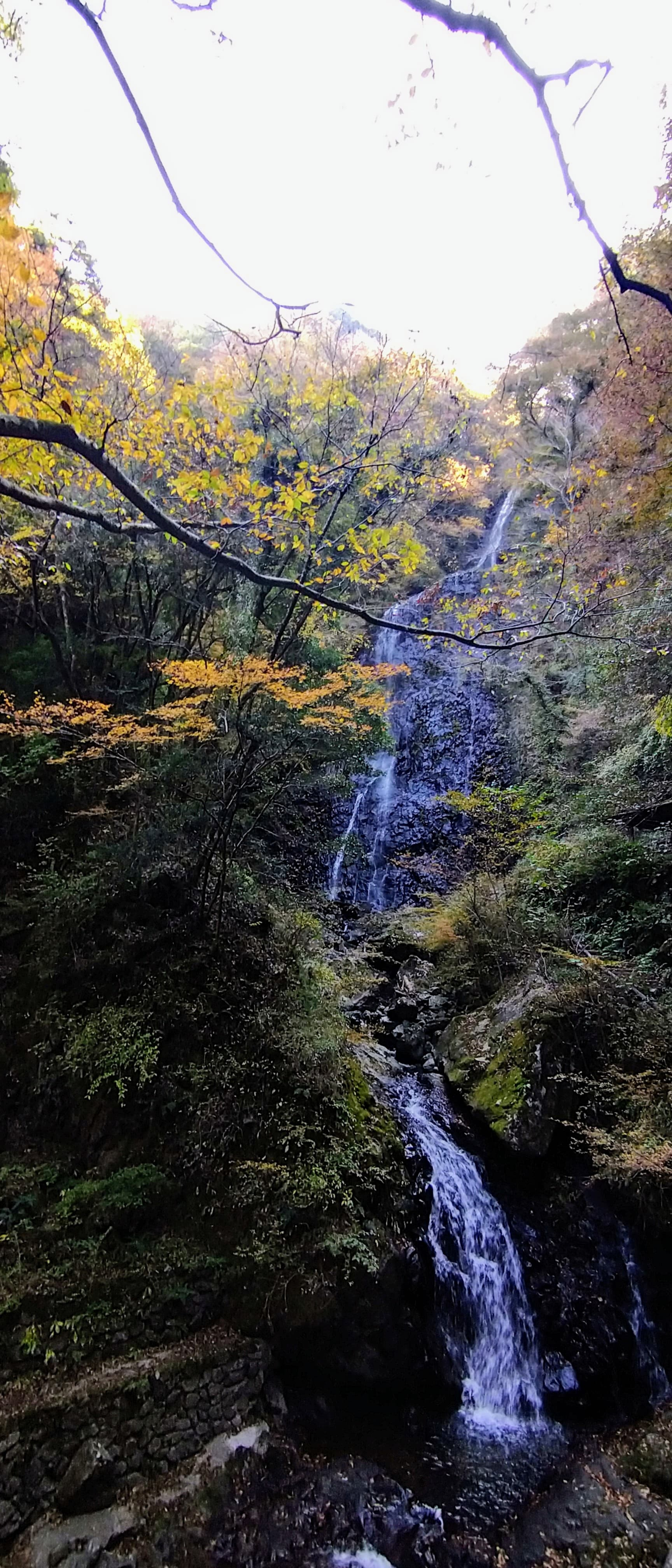
全景
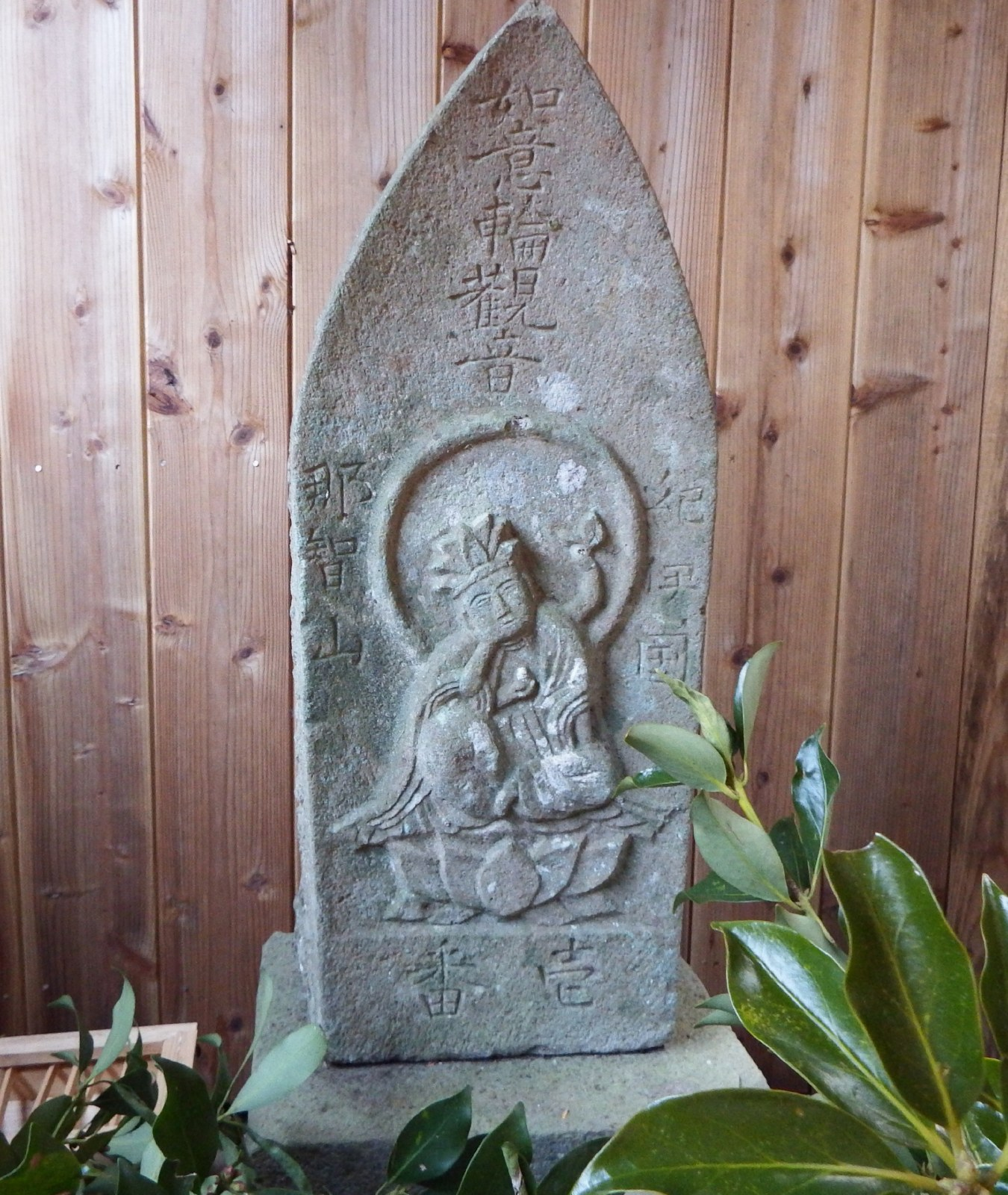
如意輪観音石像
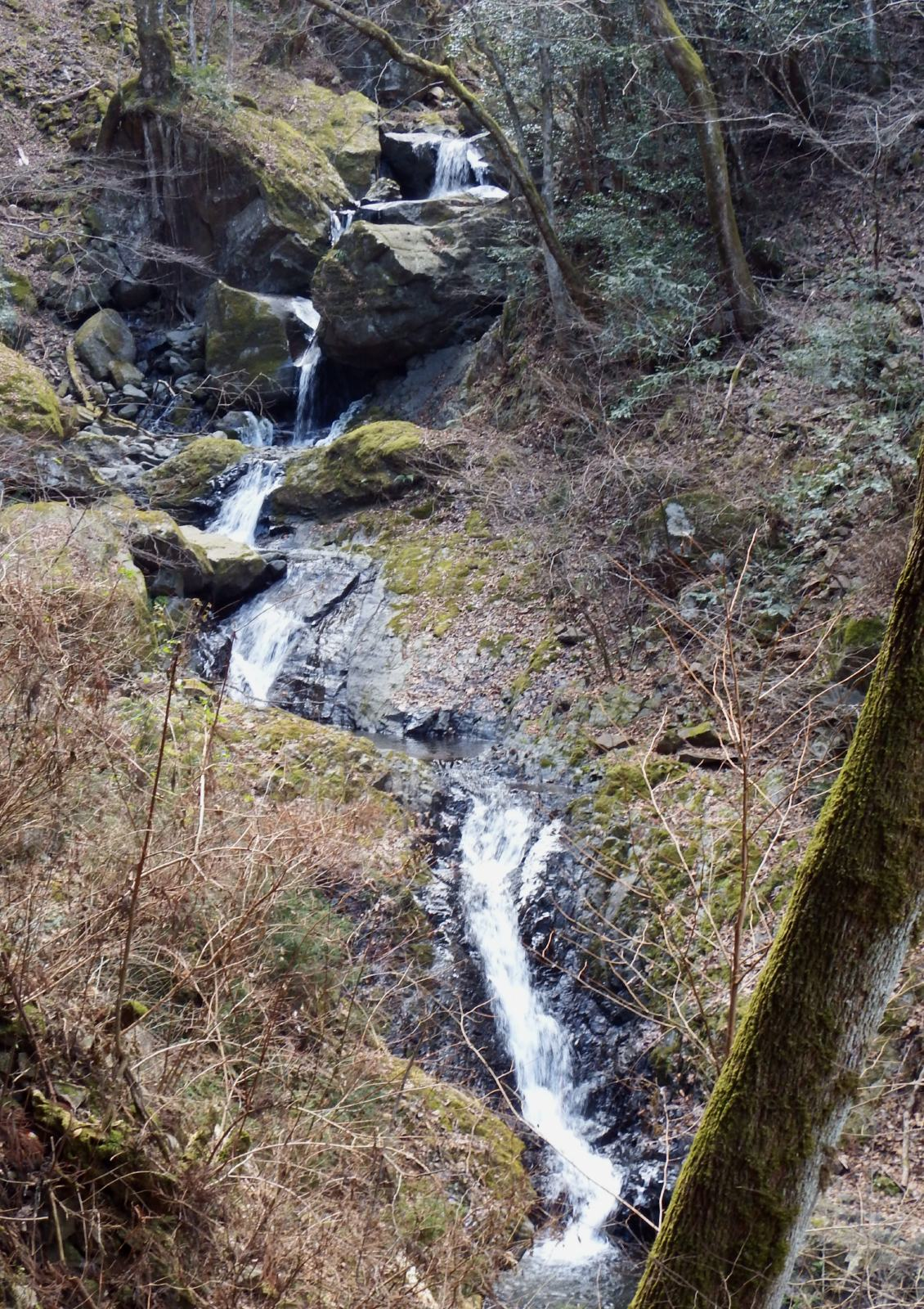
途中の渓流
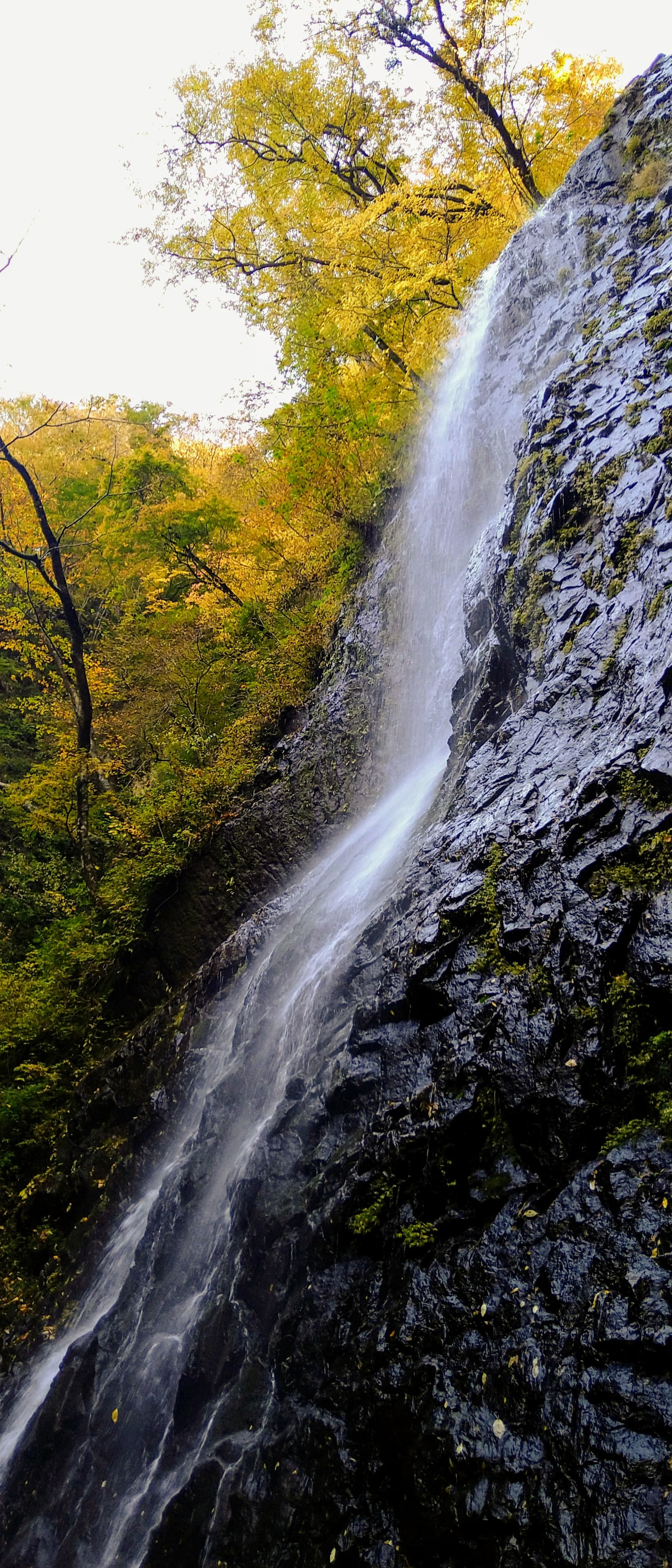
秋
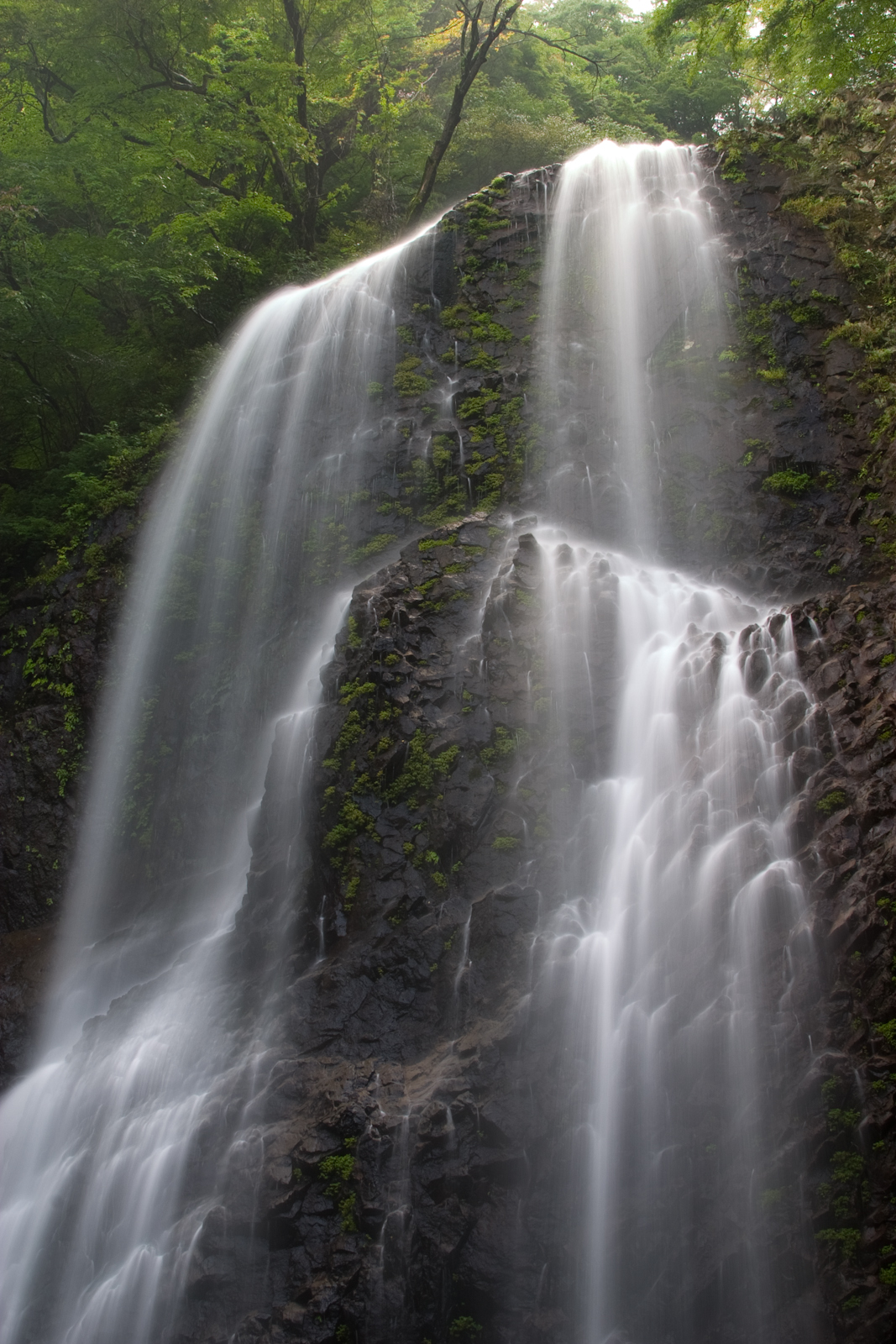
中心部

## 交通
- 松山自動車道「川内インターチェンジ」→国道11号線上り線→4km→国道494号線→4km→白猪の滝農村公園無料駐車場
- 白猪の滝農村公園無料駐車場→徒歩30分→滝下
- 白猪の滝農村公園無料駐車場→山道1.5km→民間有料駐車場(300円)→徒歩10分→滝下

## 周辺

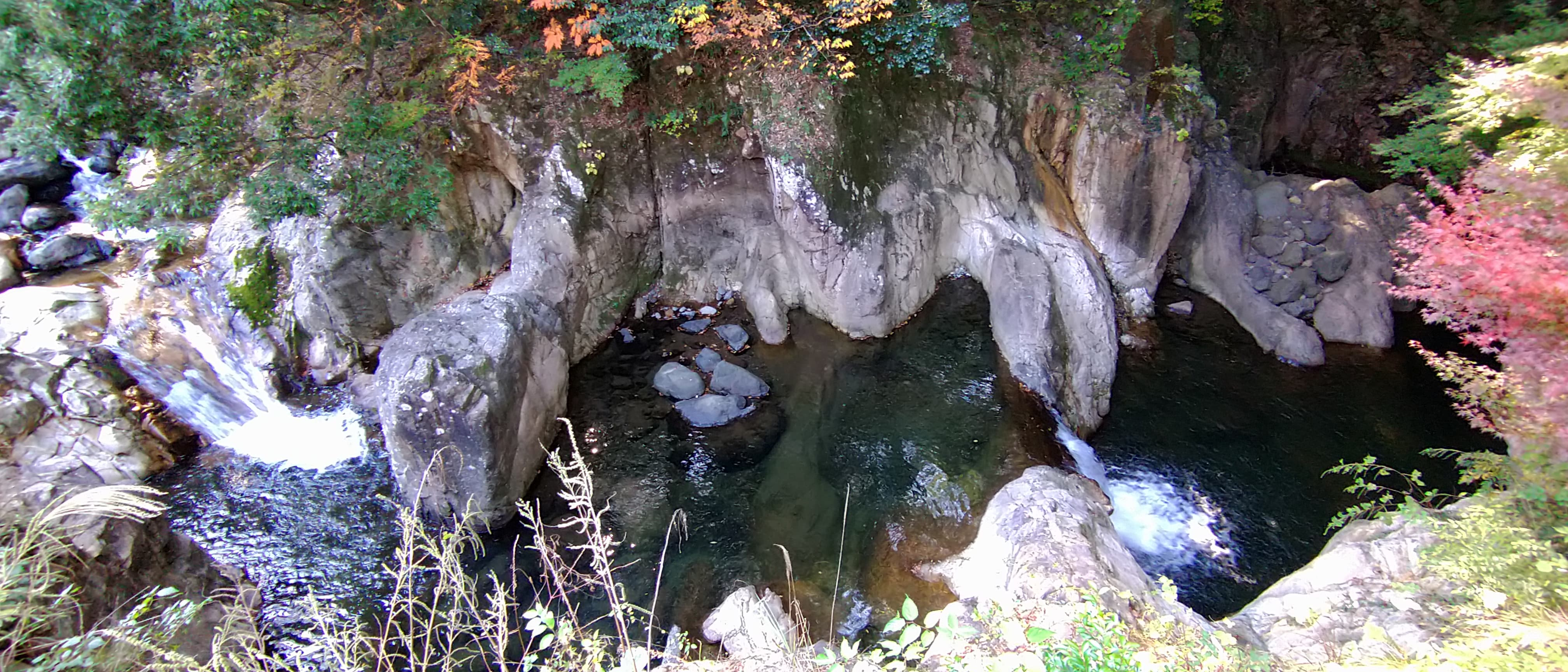
雨滝を上から

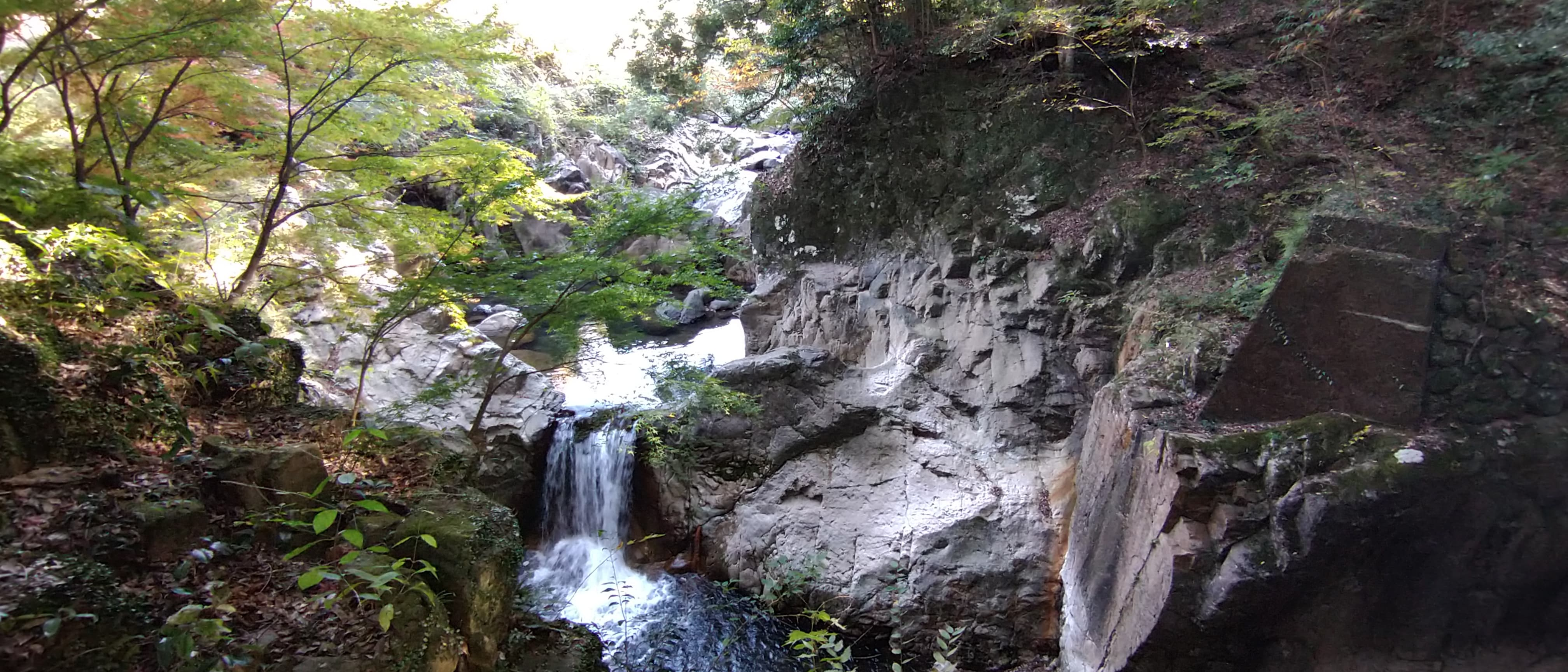
雨滝を展望台より

- 雨滝(あまたき)：昔、雨乞いの儀式が行われていた場所と云われ、落差は3mほどであるが薄暗く巨岩の間を流れる様は迫力があり、周りにイスノキの群生（市指定天然記念物）がある。
- 唐岬の滝(からかいのたき)：夏目漱石は白猪の滝を観賞した後、唐岬の滝に行き「瀑（たき）五段一段ごと能もミぢ可奈」と詠んだ。その句碑が国道494号線脇に建てられている。なお、そこから約20分500m山中を歩くと同滝下にたどり着く。県境近くの割石峠の渓谷にあり落差は114m、その国道脇には数台の駐車スペースとトイレがある。
- 白猪屋酒店：おでん、こんにゃく
- 瀧乃元 近藤屋：（要予約）蕎麦・食事処、宿泊